# Dysphania velitaria
Dysphania velitaria là một loài bướm đêm trong họ Geometridae.